# Активний день колеса (Дюссельдорф)

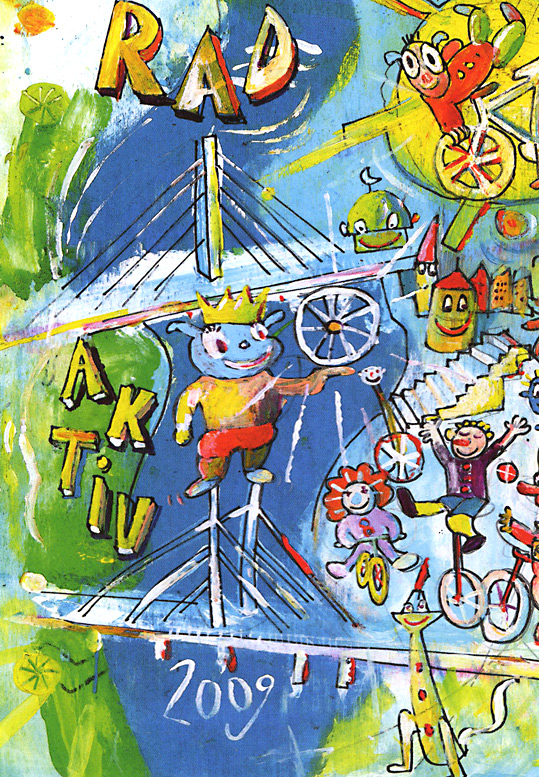
Логотип свята 2009 року

Активний день колеса (нім. Der Radaktivtag) — щорічне свято любителів активної велосипедної їзди у Дюссельдорфі.

## Передісторія
Перше офіційне загальноміське велосвято у Дюссельдорфі відбулося 2006 року, але воно має значну передісторію. Ще на початку дев'яностих років XX століття у місті проходили масові велоакції, спрямовані проти засилля автомобілів на вулицях і дорогах. У них брали участь тисячі велосипедистів. Відносини між шанувальниками велоїзди й автомобілістами були натягнутими і неприязними. Вже тоді керівництво міста на чолі із Обер-бургомістром почало шукати вихід зі становища, що склалося і саме тоді розпочалося масове будівництво велодоріжок. Але протести не припинялися і тільки з приходом Вернера Леонхардта (Werner Leonhardt) на посаду голови відділу велоруху при мерії Дюссельдорфа, справи пішли вгору. До 2005 року компроміс було знайдено: замість велопротестів було вирішено проводити велосвята, при чому під патронатом обер-бургомістра. 2006 року рух протестуючих пішов на спад. Важливу роль у цій справі зіграв рух партії зелених, що завжди підтримувала велосипедистів.

## Традиція
Традиція проводити День велосипеда починається із першої подібної акції, проведеної у 2006 році. Тоді велосипедисти зібралися на «Площі фортеці» (Burgplatz) на набережній Рейна. Це місце знаходиться неподалік мерії міста у самому його серці. 2007 року історія повторилася, при чому було ухвалено рішення постійно проводити свято велосипеда останньої суботи червня.
3-й День велосипеда пройшов у суботу 28 червня 2008року, але вже трохи осторонь, хоча також на променаді Рейна. Подія активно висвітлювалась місцевими ЗМІ, по місту було розвішено багато кольорової реклами.
У 2009 році велосипедисти святкували свій день у суботу 27 червня також на променаді Рейна. Цього разу до початку масового свята було організовано велопохід, коли із передмість колони велосипедистів у супроводі поліції прибули на Велосипедну станцію біля головного залізничного вокзалу, щоб потім загальною колоною вирушити на набережну Рейна.
В Активному дні колеса беруть участь тисячі велосипедистів, а разом із глядачами загальне число сягає 20 тисяч.
На святі велосипедисти та глядачі можуть побачити найновіші конструкції велосипедів відомих фірм, придбати різне приладдя і велозапчастини, а також узяти участь у спортивних і жартівливих заходах.